# Kühndorf
Kühndorf ist eine Gemeinde im Landkreis Schmalkalden-Meiningen des Freistaates Thüringen, die zur Verwaltungsgemeinschaft Dolmar-Salzbrücke gehört.

## Geografie
Kühndorf liegt südwestlich des Thüringer Waldes unweit vom Werratal zwischen Meiningen und Zella-Mehlis. Nordwestlich des Ortes befindet sich der 739,5 Meter hohe Dolmar.

## Geschichte
Mit seiner Ersterwähnung im Jahre 795 ist Kühndorf die älteste Siedlung im historisch bedeutsamen Henneberger Kreis Schleusingen-Suhl.
Kühndorf bildete zeitweise den Sitz der Grafschaft der Herren zu Kühndorf, bevor es nacheinander zur Grafschaft Henneberg, zu Sachsen und schließlich zu Preußen gehörte.
Bis 1815 war Kühndorf Sitz des kursächsischen Amtes Kühndorf, zu dem die Orte Christes, Dietzhausen, Dillstädt, Mäbendorf, Rohr und Wichtshausen gehörten. Von 1816 bis 1944 gehörte der Ort zum Regierungsbezirk Erfurt der preußischen Provinz Sachsen, ehe er anschließend zum Land Thüringen kam.
Von 1949 bis 1990 gehörte Kühndorf zur DDR und lag ab 1952 im Bezirk Suhl.
Kühndorf war 1603–1660 von Hexenverfolgungen betroffen: Zehn Personen gerieten in Hexenprozesse, mindestens drei Frauen wurden hingerichtet, zwei Frauen mit Landesverweis bestraft, von vier Prozessen ist der Ausgang unbekannt. Erstes Opfer 1603 war Margaretha Jacob.

### Einwohnerentwicklung
Entwicklung der Einwohnerzahl (31. Dezember):
| - 1728: 492 - 1765: 507 | - 1994: 1198 - 1995: 1196 - 1996: 1197 - 1997: 1210 - 1998: 1197 - 1999: 1192 | - 2000: 1185 - 2001: 1170 - 2002: 1152 - 2003: 1134 - 2004: 1118 - 2005: 1101 | - 2006: 1097 - 2007: 1097 - 2008: 1080 - 2009: 1052 - 2010: 1042 - 2011: 0998 | - 2012: 1001 - 2013: 0985 - 2014: 0981 - 2015: 0945 - 2016: 0933 - 2017: 0928 | - 2018: 924 - 2019: 909 - 2020: 915 - 2021: 900 |

 Datenquelle: erste Spalte:, Rest: Thüringer Landesamt für Statistik

## Politik
Der Gemeinderat von Kühndorf besteht aus 12 Mitgliedern, die seit der Kommunalwahl 2009 alle von der Wählergemeinschaft Pro Kühndorf gestellt werden.
Der parteilose Bürgermeister Thomas König wurde zuletzt am 21. Mai 2006 gewählt. Nachdem bekannt geworden war, dass König, ohne dazu die nötige Befugnis zu haben, mit dem Gemeindesiegel Dokumente beglaubigt hatte, forderte der Gemeinderat seinen Rücktritt. Er wurde Ende Februar 2018 auf eigenen Antrag aus dem Amt entlassen. Mediale Aufmerksamkeit erhielt der Fall, weil König – nach eigener Aussage „unwissentlich und arglos“ – auch die Urkunden von „Reichsbürgern“ beglaubigt hatte.

## Kultur und Sehenswürdigkeiten

### Bauwerke
- Das weit sichtbare Wahrzeichen des Orts ist die Johanniterburg Kühndorf. Sie wurde zwischen 1291 und 1315 durch Ritter vom Orden des heiligen Johannes erbaut und ist die einzige im deutschen Sprachraum erhaltene Johanniterburg aus dem 13. Jahrhundert sowie das einzige private Objekt der Burgenstraße Thüringen. Im Sommerhalbjahr von März bis Oktober ist mittwochs bis samstags, sonst auf Anfrage die Besichtigung der Burg möglich; zudem wird von März bis Oktober samstags eine Führung angeboten. In der privaten Burg befinden sich außerdem Zimmer und Ferienwohnungen sowie Veranstaltungsräume. Inhaber der Burg ist die Familie derer von Eichborn.[5]
- Die historische Schlossscheune von 1538 dient als kulturelles Zentrum des Orts.
- Die evangelische Kirchengemeinde nutzt die um 1520 neu errichtete Dionysius-Kirche mit einem achteckigen Taufstein von 1576.

### Museen
- Eine als Friedhofs-Museum dienende Friedhofskirche von 1617 auf dem gepflegten Friedhof kann nach Anmeldung besichtigt werden. Die verfallene Kirche wurde in den 1990er Jahren zu einem Sepulkralmuseum ausgebaut und beherbergt etliche Exponate wie Totentafeln, Grabkreuze und -steine, Bahrtücher, Begräbnisbekleidung, Totenkronen und vieles mehr.[6]
- In der Heimatstube wird das ländliche Leben verschiedener Zeitepochen anschaulich dargestellt.

### Naturdenkmäler

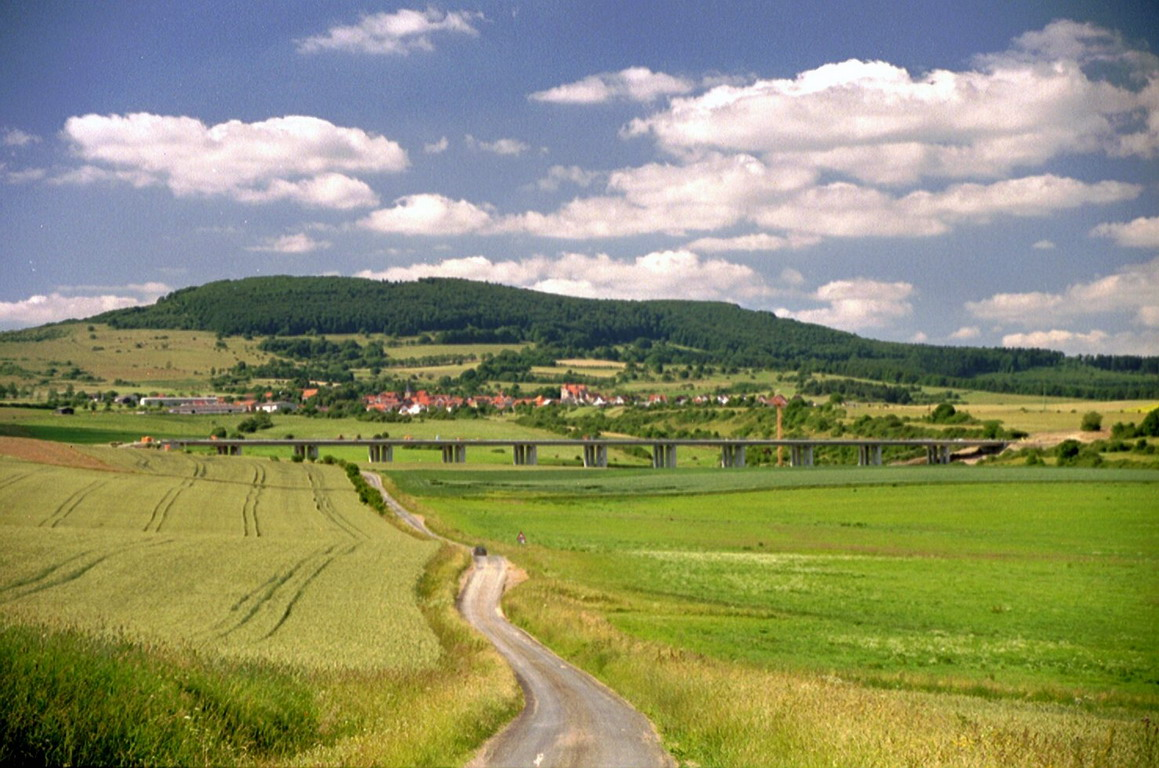
Kühndorf vor dem Dolmar

Der Hausberg des Orts und Namensgeber der Verwaltungsgemeinschaft ist der 739,5 m hohe Dolmar, der als markante Bergkuppe dem Thüringer Wald vorgelagert ist.

### Regelmäßige Veranstaltungen
- Im Backhaus findet alljährlich ein Backhausfest statt.
- In der Schlossscheune der Johanniterburg wird an jedem Pfingstfest ein Pfingsttanz veranstaltet.
- Anfang September feiert Kühndorf die traditionelle Kirmes mit Tanz und Trachtenumzug.

## Wirtschaft und Infrastruktur

### Ansässige Unternehmen
Kühndorf ist Standort für das Busunternehmen Gröschel. Gröschel ergänzt als Subunternehmen mit ihrem Fuhrpark den Nahverkehr des Landkreises Schmalkalden-Meiningen, in Kooperation mit dem Meininger Busbetrieb. Zu weiteren ansässigen Betrieben gehört eine Agrargenossenschaft und eine Kfz-Werkstatt.

### Verkehr
Kühndorf liegt an der Kreisstraße 581 (ehemals B 280) Meiningen–Zella-Mehlis und ist durch diese mit der Autobahnanschlussstelle Meiningen-Nord der Autobahn 71 verbunden.

#### Flugverkehr
Etwa 1,5 km nordwestlich von Kühndorf befindet sich das Ultraleichtfluggelände Dolmar.

### Bildung
Der Landkreis Schmalkalden-Meiningen als Schulträger unterhält in Kühndorf die Grundschule „Am Dolmar“ mit Standort in der Schulstraße. Zum Schulprofil der Grundschule gehören unter anderem die Titel als „Umweltschule in Europa“ (seit 1998/99), „Medieninteressierte Grundschule“ und „Bewegungsfreundliche Grundschule“.

## Persönlichkeiten
- Johann Kaspar Schade (1666–1698), lutherischer Prediger, Autor und Dichter; in Kühndorf geboren
- Wolfgang Rommel (1939–1995), Bildhauer; lebte und starb in Kühndorf